# اسکارنتون (آرکانزاس)
اسکارنتون (آرکانزاس) (به انگلیسی: Scranton, Arkansas) یک شهر در ایالات متحده آمریکا با جمعیت ۲۲۲ نفر است که در آرکانزاس واقع شده‌است.

## موقعیت جغرافیایی
موقعیت جغرافیایی شهرها و مناطق اطراف به شرح زیر است: